# Kahlotus
Kahlotus é uma cidade localizada no estado norte-americano de Washington, no Condado de Franklin.

## Demografia
Segundo o censo norte-americano de 2000, a sua população era de 214 habitantes.
Em 2006, foi estimada uma população de 230, um aumento de 16 (7.5%).

## Geografia
De acordo com o United States Census Bureau tem uma área de
1,1 km², dos quais 1,1 km² cobertos por terra e 0,0 km² cobertos por água. Kahlotus localiza-se a aproximadamente 275 m acima do nível do mar.

## Localidades na vizinhança
O diagrama seguinte representa as localidades num raio de 36 km ao redor de Kahlotus.